# US Open 1983
Lo US Open 1983 è stata la 103ª edizione dello US Open e terza prova stagionale dello Slam. Si è disputato dal 30 agosto all'11 settembre 1983 al USTA Billie Jean King National Tennis Center in Flushing Meadows di New York negli Stati Uniti. 
Il singolare maschile è stato vinto da Jimmy Connors, che si è imposto su Ivan Lendl in quattro set col punteggio di 6–3, 6(2)–7, 7–5, 6–0. Il singolare femminile è stato vinto da Martina Navrátilová, che ha battuto in finale in due set Chris Evert. 
Nel doppio maschile si sono imposti Peter Fleming e John McEnroe. Nel doppio femminile hanno trionfato Martina Navrátilová e Pam Shriver. 
Nel doppio misto la vittoria è andata a Elizabeth Sayers Smylie, in coppia con John Fitzgerald.

## Sommario
Jimmy Connors si è aggiudicato il torneo del singolare maschile battendo all'esordio Ramesh Krishnan con il punteggio di 6–2, 6–4, 3–6, 6–2. Nel secondo turno ha avuto la meglio su Hank Pfister in tre set con il punteggio di 6–1, 6–2, 6–3. Nel turno successivo ha concesso soltanto quattro giochi a Bruce Manson(6–0, 6–4, 6–0). Negli ottavi di finale ha sconfitto Heinz Günthardt per 7–5, 6–4, 6–1. Nei quarti ha avuto la meglio su Eliot Teltscher con il punteggio di 7–6, 6–2, 6–2. In semifinale ha battuto Bill Scanlon in tre set con il punteggio di 6–2, 6–3, 6–2. In finale ha sconfitto Ivan Lendl in quattro set con il punteggio di 6–3, 6(2)–7, 7–5, 6–0.
Martina Navrátilová ha vinto il torneo del singolare femminile. Nel primo turno ha battuto la statunitense Emilse Rapponi-Longo con il punteggio di 6–1, 6–0. Nel secondo turno ha sconfitto per 6–2, 6–1 Louise Allen. Nel turno successivo ha avuto la meglio sulla connazionale Kate Gompert con il punteggio di 6–2, 6–2. Negli ottavi di finale ha battuto Pilar Vásquez per 6–0, 6–1. Nei quarti ha concesso tre giochi a Sylvia Hanika (6–0, 6–3). In semifinale ha battuto Pam Shriver per 6–2, 6–1 e in finale Chris Evert 6–1, 6–3.

## Partecipanti uomini

### Teste di serie
| Nazionalità | Giocatore        | Ranking | Testa di serie |
| ----------- | ---------------- | ------- | -------------- |
| Stati Uniti | John McEnroe     | 1       | 1              |
| Stati Uniti | Ivan Lendl       | 3       | 2              |
| Stati Uniti | Jimmy Connors    | 2       | 3              |
| Francia     | Yannick Noah     | 9       | 4              |
| Svezia      | Mats Wilander    | 7       | 5              |
| Argentina   | Guillermo Vilas  | 4       | 6              |
|             | n/a              |         | 7              |
| Argentina   | José Luis Clerc  | 6       | 8              |
| Stati Uniti | Jimmy Arias      | 20      | 9              |
| Spagna      | José Higueras    | 11      | 10             |
| Stati Uniti | Gene Mayer       | 8       | 11             |
| Stati Uniti | Johan Kriek      | 12      | 12             |
| Stati Uniti | Steve Denton     | 13      | 13             |
| Stati Uniti | Eliot Teltscher  | 14      | 14             |
| Stati Uniti | Vitas Gerulaitis | 5       | 15             |
| Stati Uniti | Bill Scanlon     | 71      | 16             |

### Altri partecipanti
I seguenti giocatori sono passati dalle qualificazioni:

- Danie Visser
- John Sadri
- Peter Feigl
- Christo Steyn
- Steve Meister
- Jerome Vanier
- Robert Seguso
- Andy Andrews
- Randy Druz
- Eddie Edwards
- Marty Davis
- John Austin
- Jonathan Canter
- Todd Nelson
- David Pate
- Mike Gandolfo

## Seniors

### Singolare maschile
Jimmy Connors ha battuto in finale  Ivan Lendl con il punteggio di 6–3, 6(2)–7, 7–5, 6–0.
- È stato l'8° (e ultimo) titolo del Grande Slam per Connors e il suo 5º US Open (record dell'era open).

### Singolare femminile
Martina Navrátilová ha battuto in finale  Chris Evert con il punteggio di 6–1, 6–3.
- È stato il 7º titolo del Grande Slam per Martina Navrátilová, il suo 1º US Open.

### Doppio maschile
Peter Fleming /  John McEnroe hanno battuto in finale  Fritz Buehning /  Van Winitsky con il punteggio di 6–3, 6–4, 6–2.

### Doppio femminile
Martina Navrátilová /  Pam Shriver hanno battuto in finale  Rosalyn Fairbank Nideffer /  Candy Reynolds con il punteggio di 6(4)–7, 6–1, 6–3.

### Doppio misto
Elizabeth Sayers Smylie /  John Fitzgerald hanno battuto in finale  Barbara Potter /  Ferdi Taygan con il punteggio di 3–6, 6–3, 6–4.

## Juniors

### Singolare ragazzi
Stefan Edberg ha battuto in finale  Simon Youl con il punteggio di 6–2, 6–4.

### Singolare ragazze
Elizabeth Minter ha battuto in finale  Marianne Werdel con il punteggio di 6–3, 7–5.